# قرية ويبستر (نيويورك)
قرية ويبستر (بالإنجليزية: Webster (village), New York)‏ هي منطقة سكنية تقع في الولايات المتحدة في نيويورك (ولاية). يقدر عدد سكانها بـ 5,399 نسمة .